# Klatwa doliny wezy
Blestemul din Valea Șerpilor (în poloneză Klatwa doliny wezy, în rusă Заклятие долины змей, transliterat: Zakleatie dolinî zmei) este un film de aventuri științifico-fantastic polono-sovietic din 1988 regizat de Marek Piestrak. Scenariul este bazat pe povestirea Hobby doktora Travena de Robert Stratton (pseudonimul lui Wiesław Górnicki). Filmul a avut premiera pe 3 octombrie 1988. 25 de milioane de oameni au vizionat filmul în cinematografe.

## Rezumat
În noiembrie 1954, la granița dintre Laos și Vietnam, elicopterul pilotului francez Bernard Traven (Roman Wilhelmi) este doborât de gherilele vietnameze. În timp ce căuta apă, Traven ajunge într-un templu budist, de unde fură o cutie valoroasă. Călugărul din templu aruncă un blestem asupra lui.
Acțiunea se mută la Paris, treizeci de ani mai târziu. Traven ajunge la o prelegere ținută de către un specialist în manuscrise thailandeze vechi, profesorul polonez Jan Tarnas (Krzysztof Kolberger). Traven îi cere profesorului să descifreze manuscrisul din templul budist. Când încearcă să-l studieze și să-l taie în laborator, lumina se stinge și apar șerpi. Victima acestora este un tehnician care repara instalația electrică. Poliția ajunge la scurt timp, de asemenea și jurnalista de la France Soir Christine Jaubert (Ewa Sawałka). În timp ce poliția adună probe despre moartea misterioasă, Christine se întâlnește cu Tarnas.
În vila căpitanului Traven, profesorul Tarnas și gazda acestuia studiază manuscrisul aflat într-un ornament sub formă de cap de șarpe. Ei găsesc un avertisment privind „khuman-ul” - un pericol misterios din Valea Miilor de Șerpi. Apare din nou un șarpe, pe care Traven îl neutralizează. Profesorul și pilotul decid să călătorească împreună către această vale.
Christine îl invită pe Tarnas la o cafea. În timpul absenței scurte a profesorului, jurnalista fotografiază manuscrisul împreună cu traducerea acestuia.
În clădirea unei organizații nespecificate, Martin Breecher (Igor Przegrodzki) studiază dosarul lui Tarnas și al lui Traven. El descoperă prin analiza computerizată că ornamentul manuscrisului (format dintr-un aliaj din litiu și lutețiu) poate fi obținut doar în condițiile vidului cosmic. Breecher atrage atenția asupra posibilității existenței unei „arme groaznice”. Organizația studiază o fotografie cu articolul lui Christine despre șerpi în centrul Parisului. Reprezentantul organizației, Noiret (Zbigniew Lesień) îi sugerează jurnalistei că problema este tratată de cei mai înalți factori.
Traven și Tarnas ajung în Vietnam, unde Ministerul Culturii și Artelor le oferă un ghid. Întrucât singura mașină i-a fost împrumutată anterior lui Christine, pilotul și profesorul decid să plece în călătorie alături de Christine.
Noiret interceptează mesajul Christinei, în care relatează despre o călătorie la mănăstirea Lerng Nochta. În timpul călătoriei, expediția îl întâlnește pe inginerul și cercetătorul sovietic Buturlin (Serghei Desnițki), care este prieten cu Tarnas. Toți patru petrec noaptea în tabăra lui Buturlin. Șerpii apar seara, dat Buturlin îi neutralizează cu un gaz paralizant.
Călătorii ajung la templu, unde dau înapoi manuscrisul starețului, iar acesta le dă un călugăr care să-i călăuzească. Apoi ajung printre ruine, dar călugărul refuzând să meargă mai departe. Christine cade printr-o gaură. Apoi ei își dau seama că ornamentul în formă de cap de șarpe este cheia temniței păzite de statui cu lasere în ochi. Ei scapă de capcane și se confruntă cu un monstru asemănător șarpelui care este în cele din urmă ademenit și ucis. La capătul temniței găsesc un sarcofag cu o mumie extraterestră și o amforă neagră. Când Traven ia amfora, declanșează un mecanism care inundă temnița, dar călătorii au timp să iasă la suprafață. Afară, Traven fuge cu amfora aflată într-o geantă.
Curând, Travan scapă de un ucigaș angajat de Noiret, dar devine victima unui călugăr care îl lovește cu un shuriken (stea Ninja). Tarnas și Christine merg cu Batrulin într-un hotel unde află de moartea lui Travan. În drum spre casă, Tarnas își dă seama că a încurcat gențile și amfora se găsește de fapt la el. La aeroport, geanta este confiscată de oamenii lui Breecher, conduși de Christine.
Breecher duce amfora în laborator, unde este tăiată și în interior găsește un cub dintr-un aliaj necunoscut. Tarnas le spune  oamenilor de știință de pericolele acestei descoperiri, dar este ignorat. Când găuresc cubul, din el curge un lichid misterios care îl stropește pe Breecher și îl transformă într-un monstru. Lucrătorii din laborator dau foc creaturii. Noire preia un eșantion din lichid și pleacă cu un avion pentru a continua cercetările în beneficiul organizației sale. Dar, în timpul zborului, lichidul reacționează și avionul se prăbușește.
Tarnas se trezește acasă, alături de Christine, care îi spune că se numește Yvonne și îl asigură că totul a fost doar un vis. Cu toate acestea, urmele de înțepături de injecții de pe corpul său indică faptul că memoria savantului a fost ștearsă intenționat. Christine se urcă în mașină, unde le spune agenților lui Breecher că profesorul nu își amintește nimic. Plecând afară, Tarnas vede un reprezentant al mișcării Krișna dar spune că nu vrea să mai aibă vreodată de-a face cu Asia și fuge.

## Distribuție
- Krzysztof Kolberger - Profesorul Jan Tarnas, specialist în manuscrise thailandeze vechi
- Roman Wilhelmi - căpitanul Bernard Traven
- Ewa Sałacka - Christine, jurnalistă
- Zbigniew Lesień - Noiret, reprezentantul unei organizații nespecificate
- Leon Niemczyk - Bărbat cu ochelari negri
- Igor Przegrodzki - Breecher
- Zygmunt Bielawski - Morineau
- Henryk Bista - Reporter
- Serghei Desnitsky - Andriej Buturlin, inginer sovietic
- Mikk Mikiver - Directorul organizației
- Tõnu Saar - Saar

## Producție
Scenariul filmului s-a bazat pe povestirea Hobby doktora Travena de Robert Stratton (pseudonimul lui Wiesław Górnicki).
Monstrul care moare datorită intervenției lui Tarnas trebuia să fie mobil și zvelt. Creatura finită s-a dovedit a fi un model rigid care nu s-a mișcat. În cele din urmă, monstrul a fost creat de colaboratorul obișnuit al Marek Piestrak, Janusz Król.
Din cauza economiilor de buget, filmările nu au fost făcute în Laos, ci în Vietnam. Creatorii au fost nevoiți să renunțe la majoritatea scenelor cu elicopterul pe care l-au așteptat pe platou o lună întreagă. Când elicopterul a fost livrat, s-a dovedit că poate zbura o singură dată și, dacă aterizează, nu va mai decola din nou, deoarece avea baterii prea descărcate. Echipa de producție nu a reușit să filmeze în junglă, astfel încât frunze artificiale au fost lipite în fața camerei pentru a obține efectul dorit. În una dintre scene, Ewa Sawałka a atârnat peste prăpastie, riscându-și astfel viața. În timpul filmărilor din scenă, actrița nu a fost în niciun fel protejată la cădere - un cascador trebuia să prindă actrița care cade.

## Lansare
A fost lansat în anul 1988 și a avut parte de un mare succes comercial, fiind vizionat de 32,3 milioane de spectatori în cinematografele din Uniunea Sovietică.

## Recepție
Filmul este criticat pentru efecte sale speciale nepotrivite și pentru asemănarea sa evidentă cu Indiana Jones și căutătorii arcei pierdute. Regizorul Marek Piestrak a respins aceste acuzații, spunând că problemele cu producția filmului au rezultat din cooperarea nereușită cu rușii.
Blestemul din Valea Șerpilor a fost urmărit de peste 25 de milioane de spectatori din Uniunea Sovietică și de un milion de spectatori în Polonia. Potrivit lui Jacek Szczerba, succesul filmului s-a datorat lipsei filmelor cu aventurile lui Indiana Jones, care nu fost proiectate în cinematografele din țările comuniste. În Vietnam, filmul a fost proiectat în timpul proiecțiilor secrete, pentru că era considerat prea american.
În 2010, filmul a fost lansat în Polonia pe un DVD.